# Frédéric le Grand (film, 1909)

Frédéric le Grand est un film muet français réalisé par Jean Durand et Gérard Bourgeois, sorti en 1909.

## Fiche technique
- Titre : Frédéric le Grand
- Réalisation : Jean Durand et Gérard Bourgeois
- Scénario :
- Photographie :
- Société de production :  Lux Compagnie Cinématographique de France
- Société de distribution : Lux Compagnie Cinématographique de France
- Pays d'origine :  France
- Langue : film muet avec les intertitres  en français
- Format : Noir et blanc — 35 mm — 1,33:1 — Muet
- Métrage :
- Genre : Film dramatique
- Durée :
- Dates de sortie :
  -  France : 1909

## Distribution
- René Hervil
- Joaquim Renez
- Jeanne Marie-Laurent